# 佩尔普林圣母升天圣殿主教座堂
佩尔普林圣母升天圣殿主教座堂或佩尔普林修院 （拉丁語：Polplinum）是一座原熙笃会修道院, 位于波兰佩尔普林，在格但斯克以南。

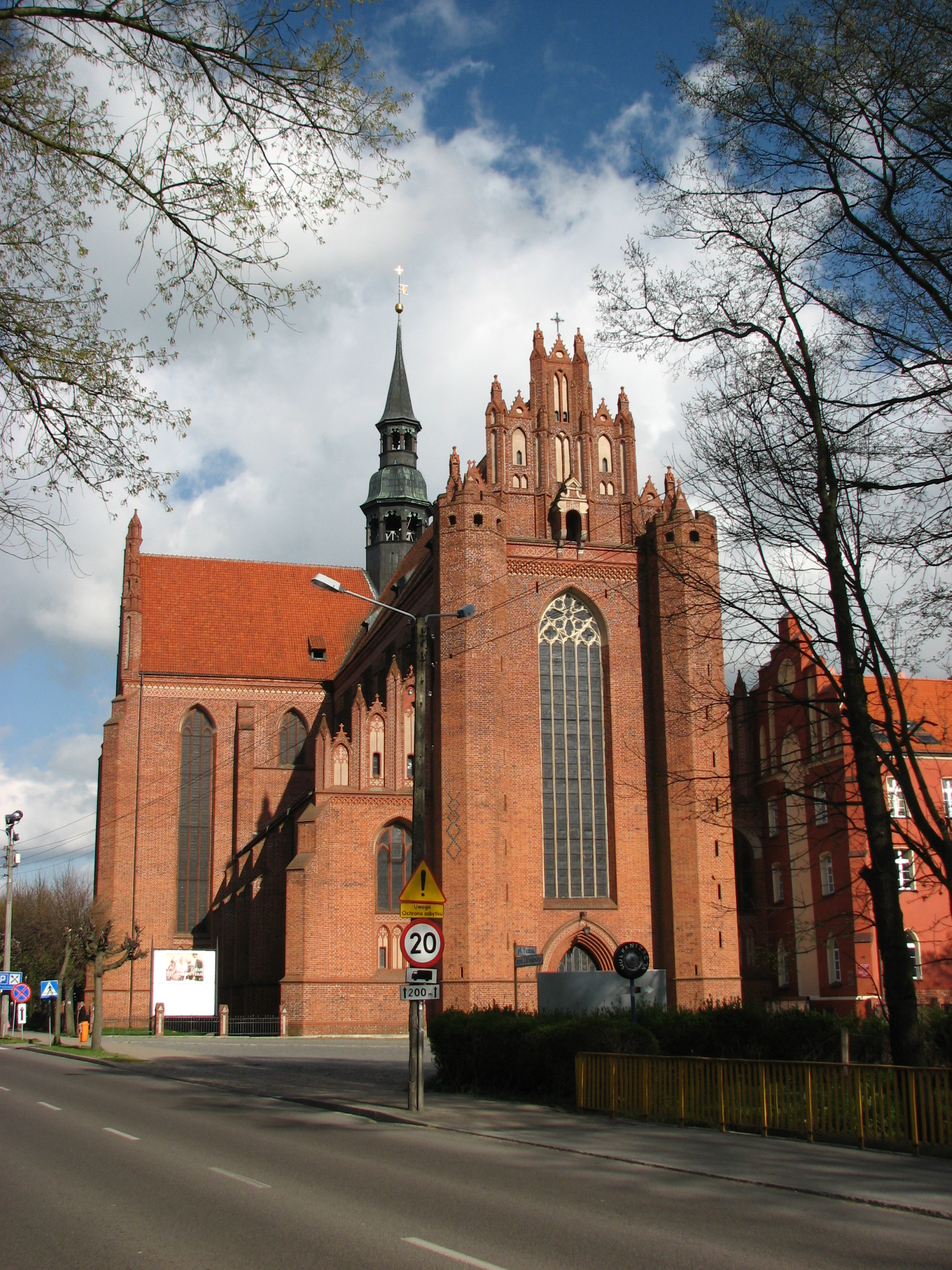

## 历史
修院创建于1258年。最初位于科希切日納附近的波古特肯，1276年搬迁到佩尔普林。1823年3月5日被普鲁士政府解散。1824年，该堂成为天主教佩尔普林教区的主教座堂。

## 建筑
这座砖砌哥特式建筑始建于1289年，长80米，高26米。1323年完工。目前是波兰最大的教堂之一，受到熙笃会传统的影响。

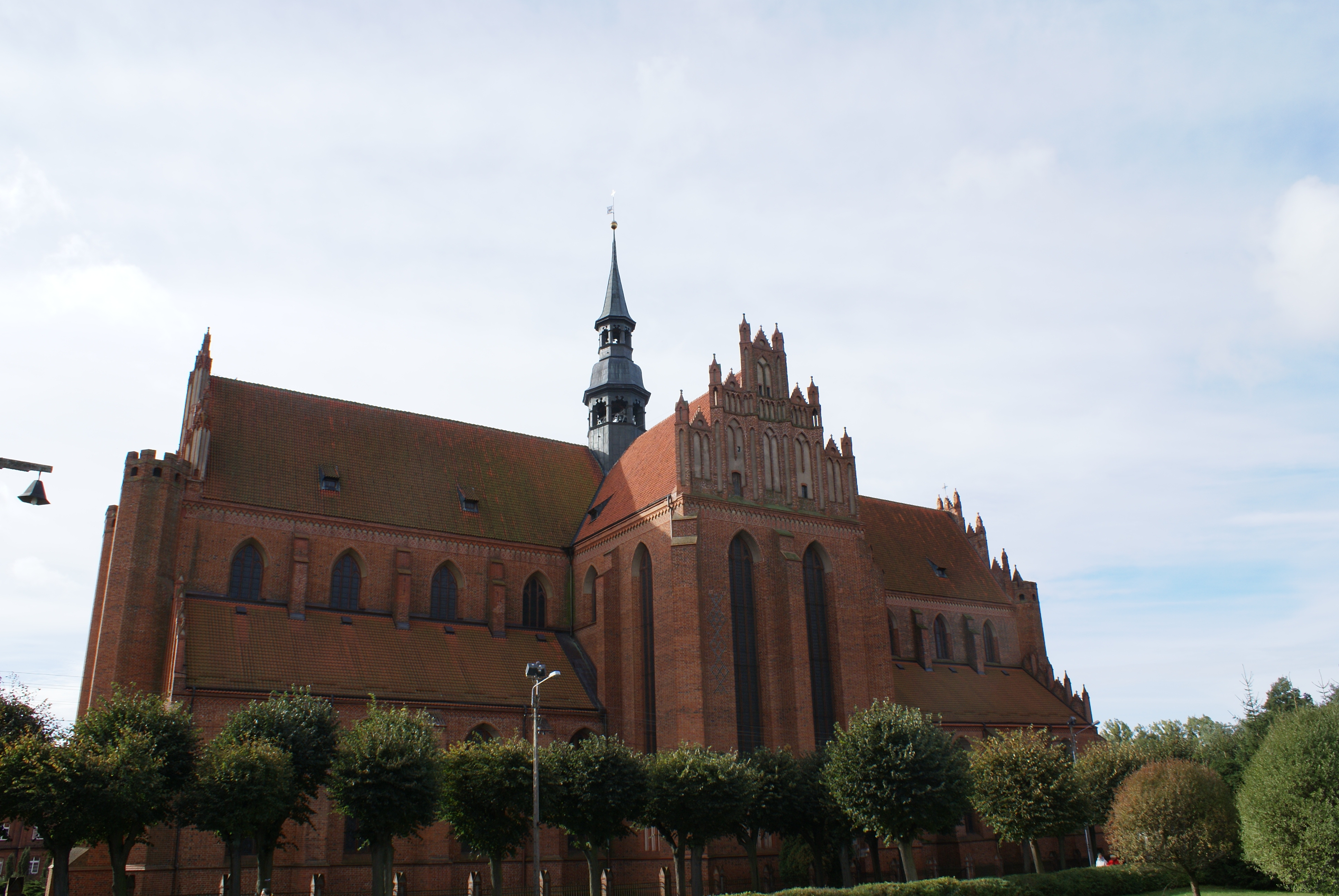
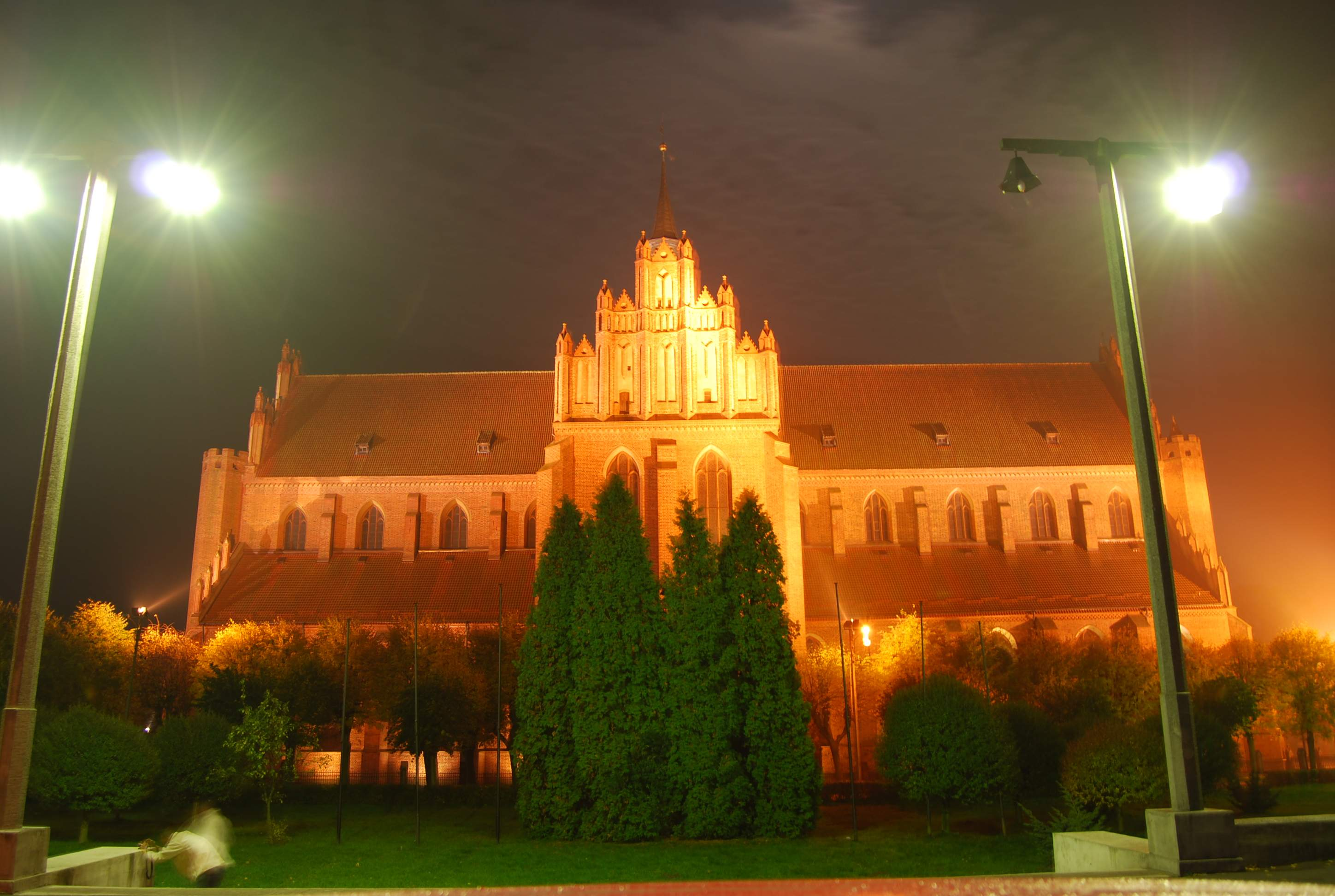
Abbey at night
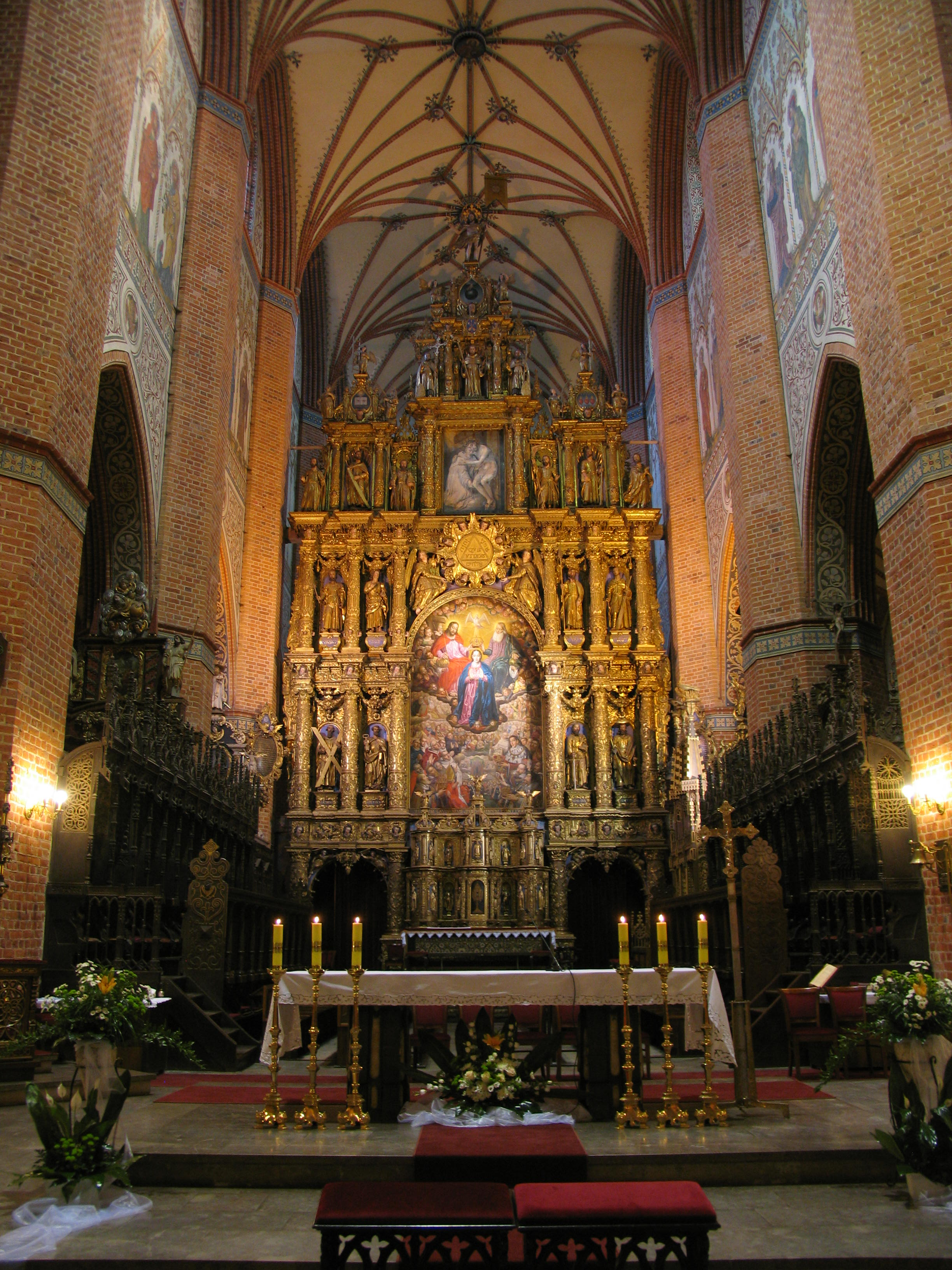
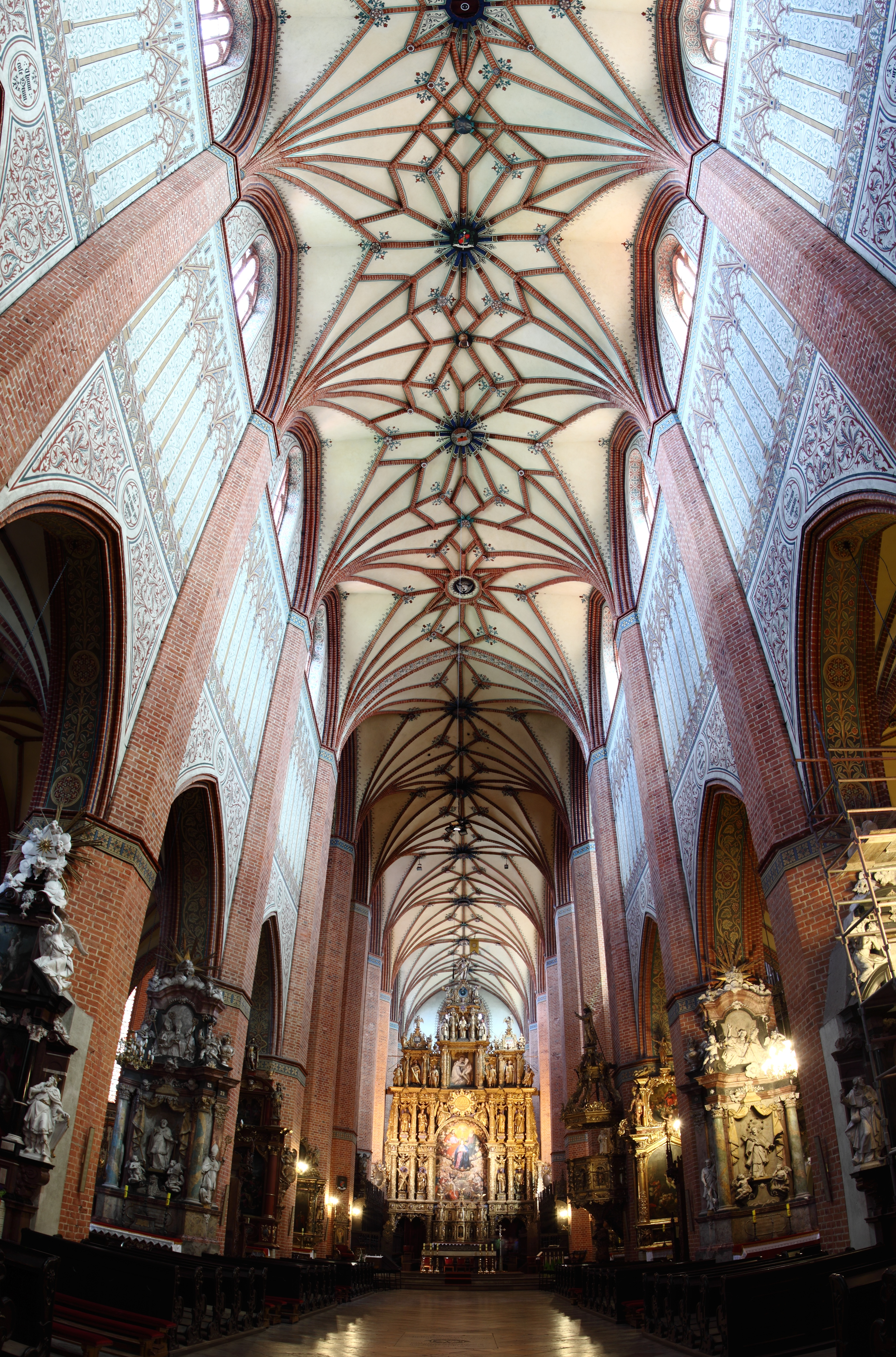
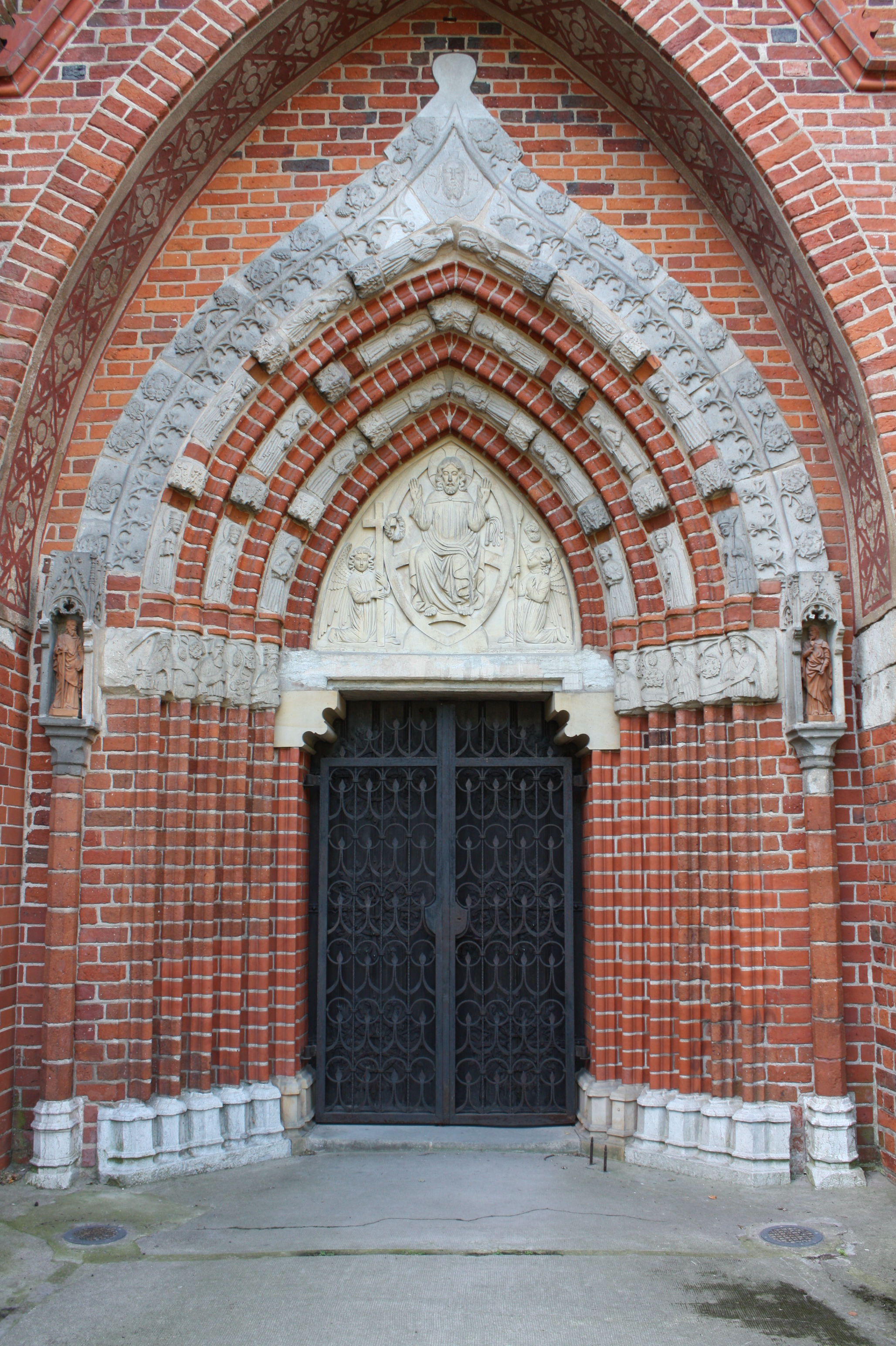
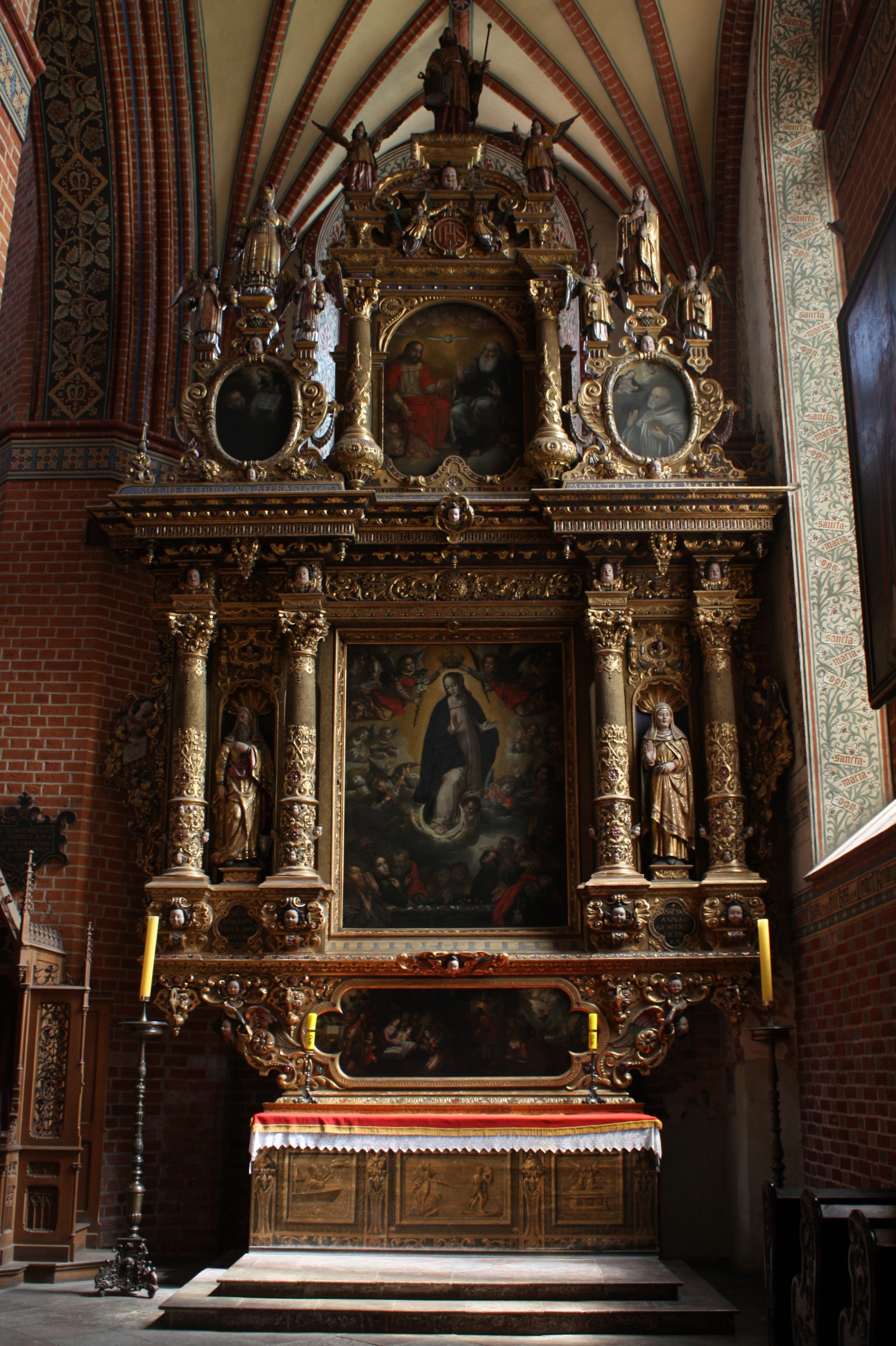
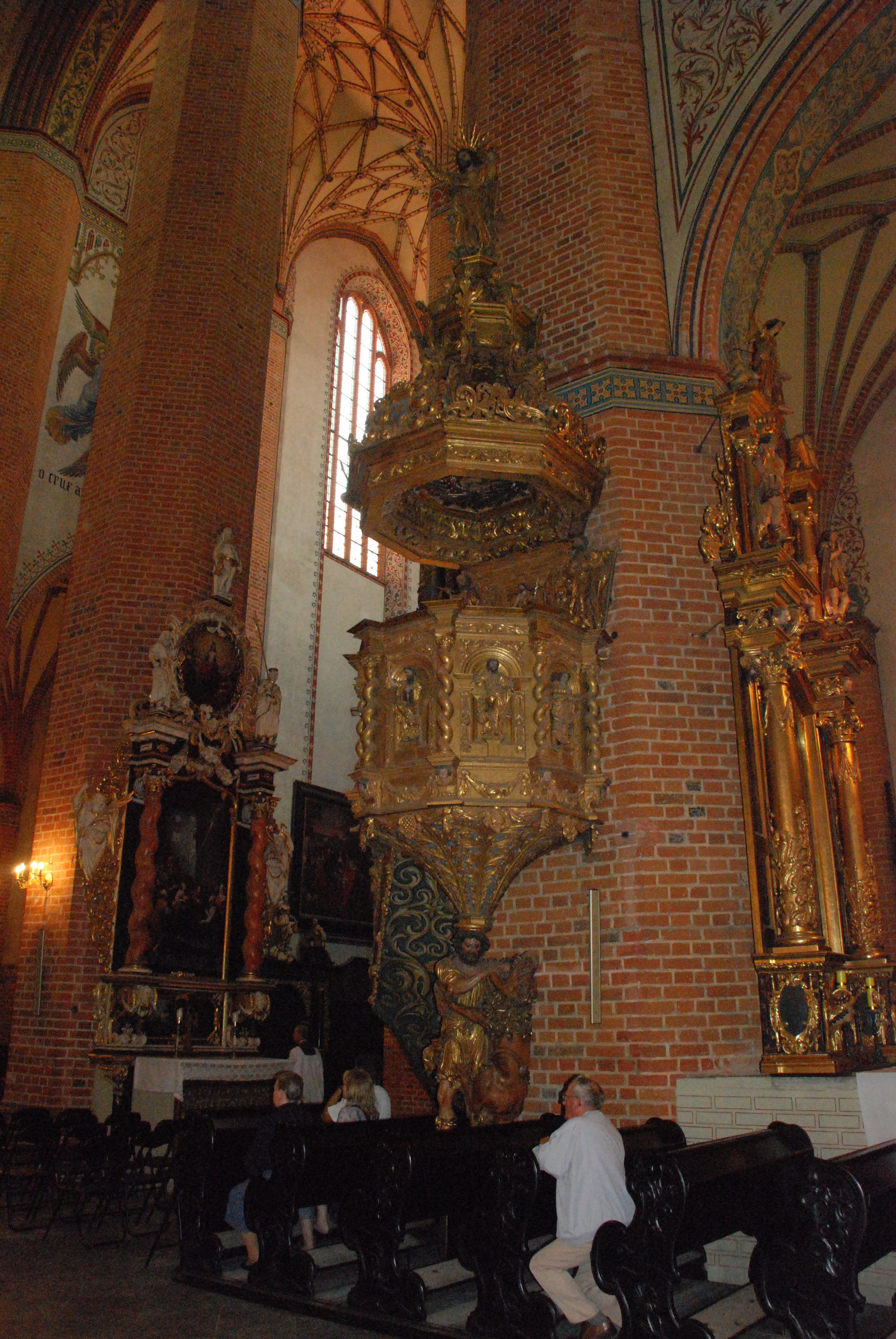
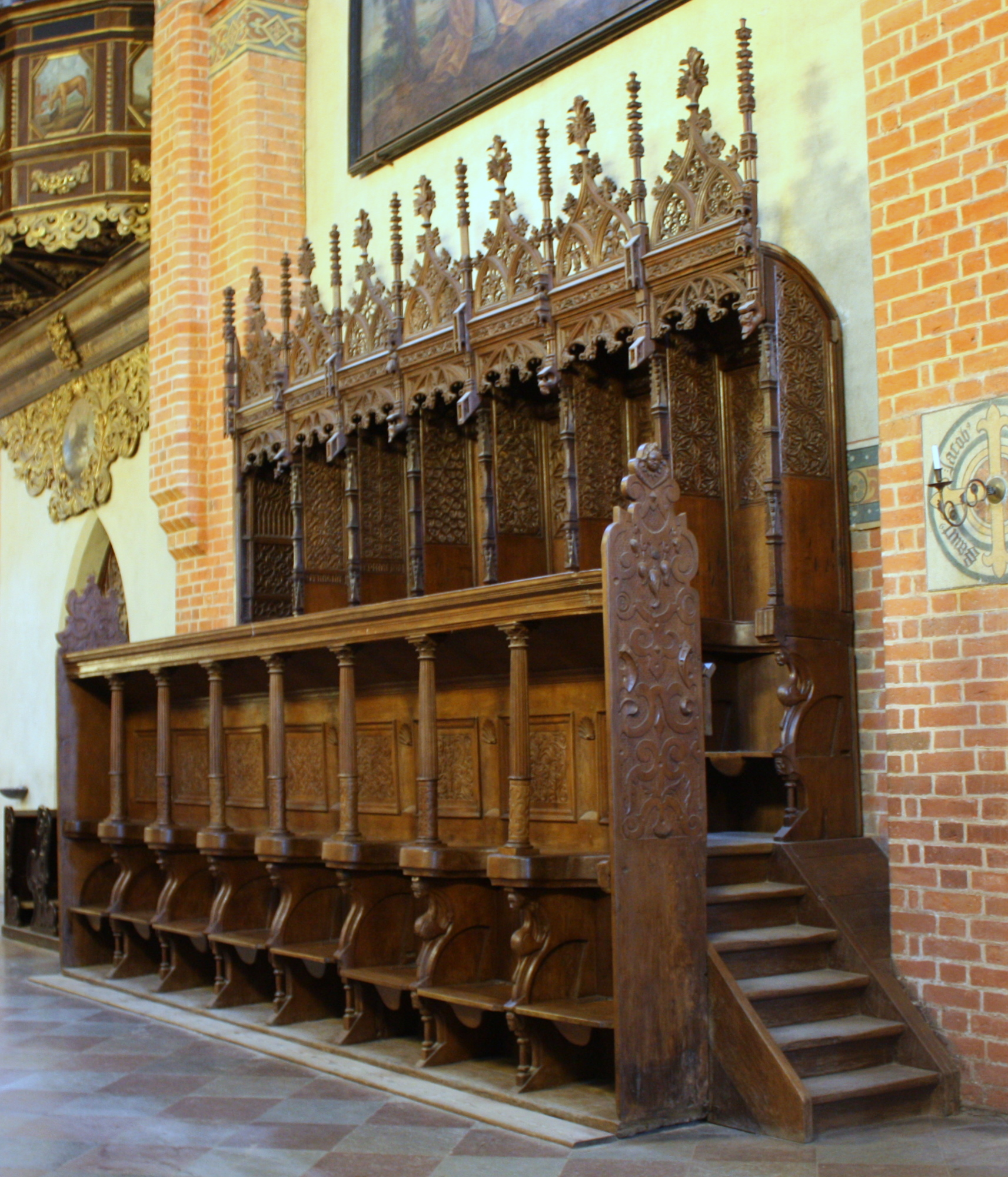
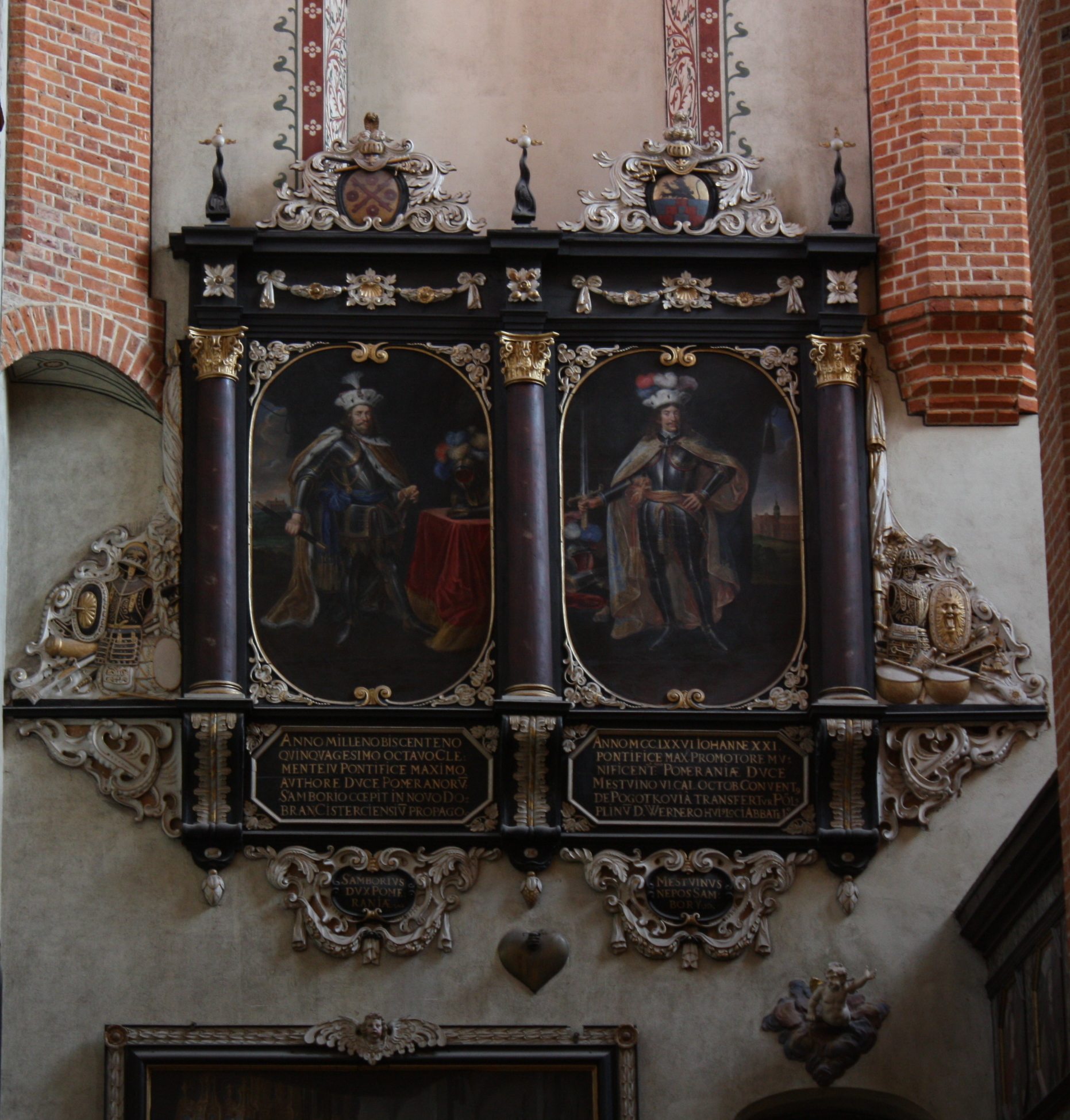
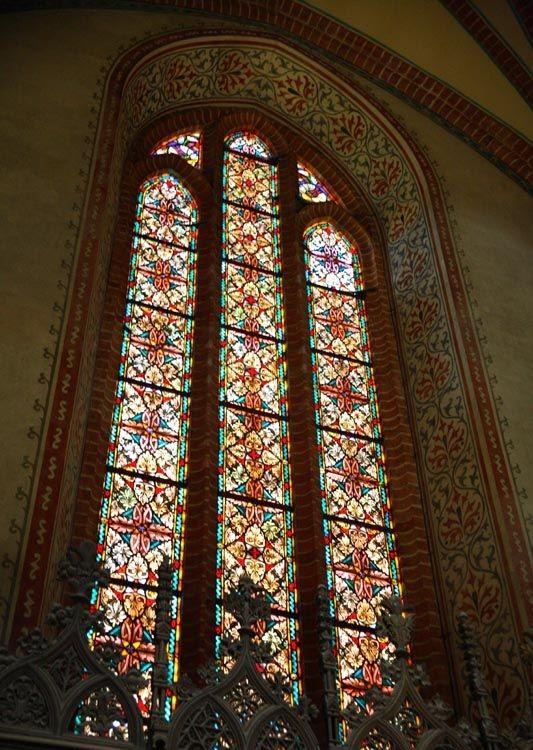
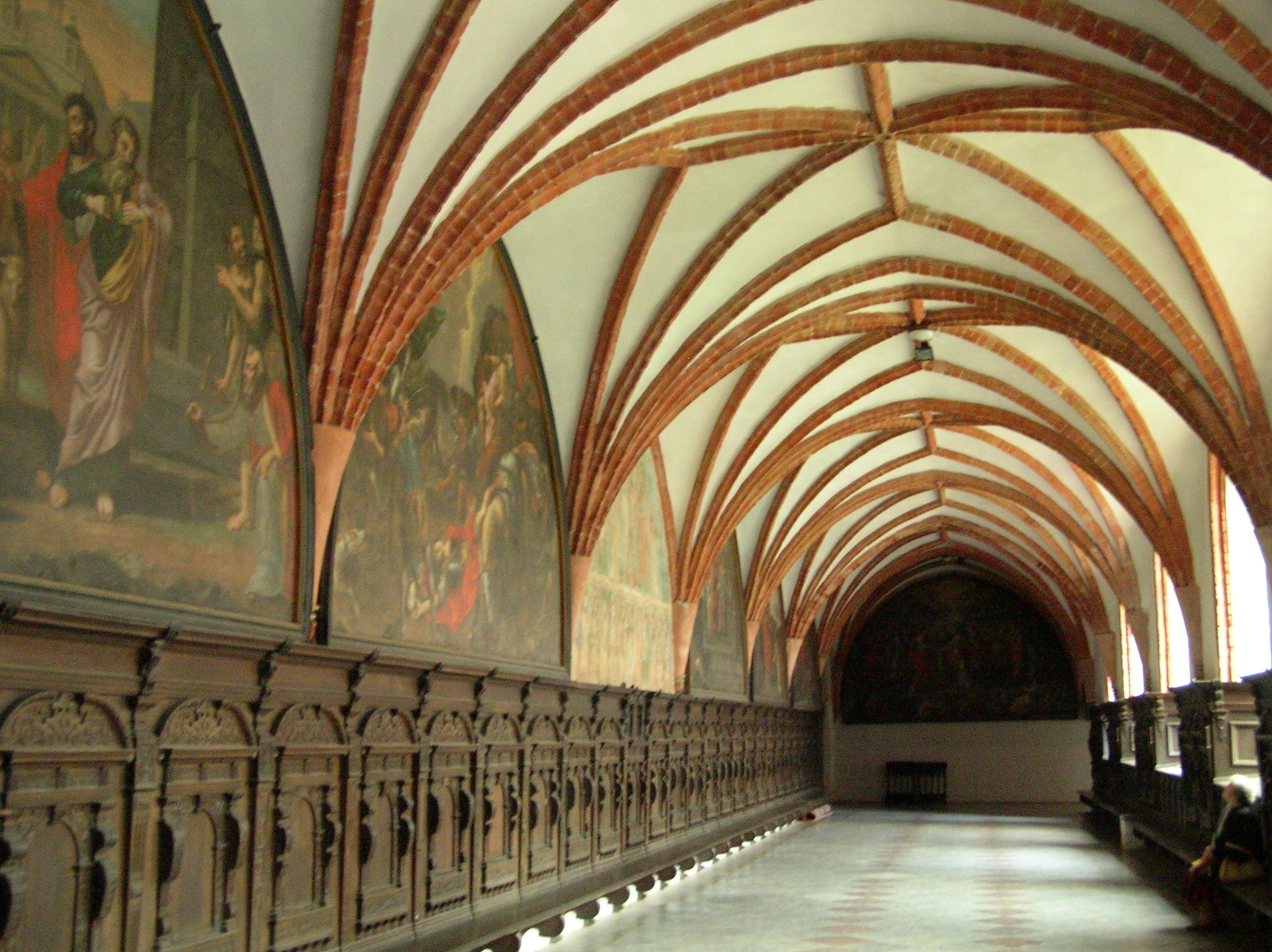